# غاري كوبر (لاعب دوري الرغبي)
غاري كوبر (بالإنجليزية: Gary Cooper)‏ هو لاعب دوري الرغبي بريطاني، ولد في 25 نوفمبر 1938 في كاسلفورد ‏ في المملكة المتحدة.